# Penconazol
Penconazol ist eine chemische Verbindung aus der Gruppe der Triazole. Es ist chiral und wird als 1:1-Gemisch der einander enantiomeren  (R)-Form und der (S)-Form eingesetzt. Es wird seit 1986 von Ciba-Geigy als Pflanzenschutzmittel (Fungizid) vermarktet.

## Gewinnung und Darstellung
Penconazol kann ausgehend von 2,4-Dichlorbenzylbromid gewonnen werden. Dieses reagiert mit Kaliumcyanid zu 2,4-Dichlorphenylacetonitril. Durch weitere Reaktionen mit Schwefelsäure, 1-Brompropan, Natriumborhydrid, Methansulfonylchlorid und 1,2,4-Triazol entsteht schließlich das Endprodukt.

## Stereochemie
Penconazol enthält ein Stereozentrum und besteht aus zwei Enantiomeren. Hierbei handelt es sich um ein Racemat, also ein 1:1-Gemisch von (R)- und der (S)-Form:
| Enantiomere von Penconazol | Enantiomere von Penconazol |
| -------------------------- | -------------------------- |
| (S)-Penconazol             | (R)-Penconazol             |

## Verwendung
Penconazol wird als systemisches Azol-Fungizid mit protektiver und kurativer Wirkung gegen Echten Mehltau im Wein-, Kürbis-, Kernobst-, Zierpflanzen- und Gemüsebau eingesetzt.

## Zulassung
In einer Reihe von Staaten der EU, unter anderem Deutschland und Österreich, wie auch in der Schweiz sind Pflanzenschutzmittel mit diesem Wirkstoff zugelassen.